# Arenaria bhutanica
Arenaria bhutanica là loài thực vật có hoa thuộc họ Cẩm chướng. Loài này được Majumdar & Babu mô tả khoa học đầu tiên năm 1969.